# Harjaee
Harjaee è un film del 1981 diretto da Ramesh Behl.